# U-Marij
U-Marij (orosz betűkkel: У-Марий, baskír nyelven: У-Марий) falu Oroszországban, a Baskír Köztársaságban, a Miskinói járásban.

## Népesség
- 2002-ben 1 mari nemzetiségű lakosa volt.
- 2010-ben lakatlan település.